# Deutsche Basketballmeisterschaft der Frauen 1964
Das Endspiel um die 18. Deutsche Basketballmeisterschaft der Frauen 1964 fand am 24. Mai 1964 in Essen statt, die Teilnehmer wurden nach dem Regelwerk aus dem Jahr 1959 im K.-o.-System ermittelt. Dabei setzte sich der Turnverein Augsburg durch und besiegte den VfL Lichtenrade mit 70:66. Der Turnverein Augsburg qualifizierte sich als deutscher Meister für den Europapokal der Landesmeister 1964/65.